# 罪刑法定主義
罪刑法定主義（）とは、ある行為を犯罪として処罰するためには、立法府が制定する法令において、犯罪とされる行為の内容、及びそれに対して科される刑罰を予め、明確に規定しておかなければならないとする原則のことをいう。対置される概念は罪刑専断主義である。

## 概要
ラテン語による標語"Nulla poena sine lege"（法律なければ刑罰なし）により知られ、罪刑法定主義と日本語訳されるこの概念は、ラテン語ではあるがローマ法に原典をもつものではなく、近代刑法学の父といわれるドイツ刑法学者フォイエルバッハにより1801年に提唱されたものである。なお、この標語は"Nulla poena sine crimine; Nullum crimen sine poena legali."（犯罪なければ刑罰なし、法定の刑罰なければ犯罪なし)と続く。
この原則の淵源は、1215年のマグナ・カルタに遡り、そこで謳われた法定手続の保証がイギリス帝国で再三確認されたのち、アメリカ合衆国に渡り、1776年ヴァージニア州権利章典8条に、1788年アメリカ合衆国憲法に、またヨーロッパに戻り、1789年フランス革命人権宣言8条がこれを宣言し、1791年のフランス憲法に盛り込まれ、全ヨーロッパ諸国の刑法に採用されることで罪刑法定主義は「近代刑法の大原則」として承認されるに至った。

## 根拠
罪刑法定主義の根拠は、以下のように自由主義・民主主義の原理にこれを求めることができる。
- どのような行為が犯罪に当たるかを国民にあらかじめ知らせることによって、それ以外の活動が自由であることを保障することが、自由主義の原理から要請される。
- 何を罪とし、その罪に対しどのような刑を科すかについては、国民の代表者で組織される国会によって定め、国民の意思を反映させることが、民主主義の原理から要請される。

## 派生原則
罪刑法定主義の派生原理として以下のような事項が要求される。
- 慣習刑法の禁止（慣習法を直接処罰の根拠にしてはならない）
- 刑事法における類推解釈の禁止
- 法の不遡及（事後法の禁止）
- 絶対的不定期刑の禁止
- 判例の不遡及的変更の原則
- 実体的デュー・プロセス（英語版）の理論[4]
  - 憲法が保障する基本的人権に反する刑罰法規の無効
  - 明確性の原則
  - 罪刑の均衡

"Nulla poena sine lege"の派生としてたとえば以下の標語がある。
Nulla poena sine lege praevia
事前の法律なくして刑罰なし - 事後法および刑法の遡及適用の禁止
Nulla poena sine lege scripta
書かれた法律（成文法）なくして刑罰なし - 慣習刑法の禁止
Nulla poena sine lege certa
明確な法律なくして刑罰なし - 明確性の原則
Nulla poena sine lege stricta
厳格な法律なくして刑罰なし - 拡張解釈・類推解釈の禁止

## 批判
従来の法律が想定していた可能性を超えた態様の事件が発生した場合に、法律規定から処罰が出来なかったり刑罰に上限が出来てしまい、悪質だが処罰が難しかったり厳罰にすることができない、という点について、これを柔軟に処罰することができない罪刑法定主義は、批判的に捉えられることもある。
これに対し、罪刑法定主義という観念を有しない伝統的な英米法の法域では、後述のとおり行為時に成文法で禁止されておらず、判例上も犯罪として認知されていなかった行為が、裁判の結果としてコモン・ロー上の犯罪として処罰されることがあり得る。その意味で、コモン・ロー上の犯罪には、「弾力性」がある。
犯行発生当時に、従来の法律が想定していなかったような態様の事件としては以下のものがある。
- 電気窃盗事件「電気は、窃盗罪において窃盗の目的とされる『物（財物）』であるか」
- ニセ牛缶事件「表示と中身が似ているが異なる商品の販売」
- 天下一家の会事件「あるねずみ講構造が、何ら刑法上の違反に当たらず、処分されなかった事例」
- 国利民福の会事件「国債によるねずみ講構造」
- 新潟少女監禁事件「誘拐当時9歳の少女が、その後約9年間にわたり監禁された事件について、逮捕監禁致傷罪の最高刑が懲役10年であり、少女の被害に比して短いとの批判があり、誘拐期間中の窃盗事件との併合罪とし訴追、微罪をもって併合罪の適用を図っているとの批判の中、裁判においても二転して確定した。事件後に法改正が行われ逮捕監禁致傷罪の最高刑が懲役15年に延長された」
- ザ・ムービー事件「情報抜き取り表示がある携帯アプリをダウンロードした人物の全電話帳データを抜きとって、個人情報を悪用する行為」
- 日本航空1402便客室乗務員スカート内盗撮事件「上空を都道府県間を越えて高速で移動する旅客飛行機内で、スカート内を盗撮する行為の犯行時点の地域が不明であり、適用条例が確定されない」
- 逗子ストーカー殺人事件「元恋人に婚約解消の慰謝料を要求する電子メールを、短期間に連続で大量に送信する行為が、ストーカー規制法に違反するか」
- GPSストーカー事件「GPSを用いて好意対象者の所在位置を調べる行為についてストーカー規制法の禁じる「見張り」に該当するか」

## 日本における沿革
律令をはじめとする日本も含めた近代以前の東アジア諸国の法体系においては、刑罰は法律の条文に基づいて行われることにはなっていたが、その一方で社会秩序の維持を名目として、法令に明記されていない（無正条）犯罪を類似した正条を根拠に裁く規定である「断罪無正条」や、法令に該当しない軽犯罪の裁判を行政官の情理による裁量に委ねる「不応為条」が必ず設けられており、類似の犯罪行為の規定からの類推適用が許されており、「法律なくして犯罪なし」とする罪刑法定主義の主旨とは対極に位置していた。これは東アジアの法体系における刑罰は厳格な絶対的法定刑（固定刑）を原則としており、こうした類推適用は国家や官吏の擅断によって刑罰が行われる危険性を持つ一方で、「法の欠缺補充機能」及び「減刑機能」によって絶対的法定刑を原則とする刑事法の弾力的運用を図るという側面を有していた。このため、こうした類推適用を排して罪刑法定主義を導入するためには法定刑の仕組を見直すなどの法体系の抜本的な変更を必要とした。
ただし、ヨーロッパで罪刑法定主義思想が主張される以前の徳川期の刑法でも、類推や拡張解釈については厳重な拘束があり、裁判官の自由に委ねられていたのではないことが指摘されている。
罪刑法定主義が日本で制度的に確立されるのは明治時代の旧刑法施行以後のことであり、大陸法の影響を受けた明治憲法（第23条)にその趣旨が規定されている。現行の日本国憲法では、第31条と第39条が主な根拠条文とされ、73条6号による、法律の委任以外の政令による罰則設定禁止と41条の国会中心立法から、慣習刑法の禁止は当然と解される。現行刑法には罪刑法定主義について直接触れた条項は存在しない。

## 英米法
英米法は、伝統的に罪刑法定主義の観念を有さず、裁判所は、成文法で禁止されていない行為であっても、コモン・ロー上の犯罪として、適当な刑罰を科すことができる。この法理は、現在でも、イギリスやアメリカの多くの法域において維持されている（他方で、現在では、法域によって、議会制定法が罪刑法定主義に相当する規定を定め、この法理を制限している場合もある。）。 
コモン・ロー上で「犯罪」とされる行為の多くは、「先例」によって古くから「犯罪」とされてきた行為であるが、「先例のない行為」であっても、新たに「コモン・ロー上の犯罪行為」として認知され、刑罰を科されることがある。例として、イギリスのShaw対公訴長官事件（1961年）やアメリカのペンシルバニア州対Mochan事件（1955年）などがある。
英米法においても、「事後法の禁止」という考え方は一応存在する（アメリカ合衆国憲法第1編9節3項、10編1節など）。しかし、「コモン・ロー上の犯罪」として新たに認められたものは、「事後法の禁止」より優先して扱われ、抵触しないとされる。コモン・ローは、「十全な体系として昔から存在するものであり、判例は、それを宣明するものにすぎない」という立場に基づいて正当化されている。但し、人権意識の進展した近年においては、デュー・プロセス・オブ・ローの拡張概念である実体的デュー・プロセスの理論により、可罰性の拡大は非常に謙抑的なものとなっており、実質的な罪刑法定主義的抑制は機能しているといえる。

## 国際法
国際法は成文化された条約だけでなく、成文化されていない慣習によって成り立つ慣習法を法源として認めている。現代の国際法の原則の多くは元々中世ヨーロッパにおける慣行に由来したものが多く、近代以降から国連の成立まで慣習国際法は長く不文の法として国際関係を規律してきた。国連の成立以後は条約によって規律される分野が増えて慣習国際法の適用範囲は狭まったといえるが、しかし条約には基本的に当事国間に限り有効という制限があり、条約が規律しない国際関係については今なお慣習国際法が適用される。1950年の欧州人権条約や、1966年の市民的及び政治的権利に関する国際規約の様に、国際法における法の不遡及を規定した国際条約でも罪刑法定主義や法の不遡及の原則の例外を認めている。

## 参考
マグナ・カルタ第39条
いずれの自由人も、同輩による適法の審判又は国法によるのでなければ、逮捕、収監、押収、追放他一切の侵害を受けることはなく、我々は、それを及ぼすこともない。
大日本帝国憲法第23条
日本国憲法第31条
欧州人権条約 第七条（法律なくして処罰なし）
一項　何人も、実行の時に国内法又は国際法により犯罪を警戒しなかった作為又は不作為を理由として有罪とされることはない。何人も、犯罪が行われた時に刑罰よりも重い刑罰を科されない。
二項　この条は、文明諸国の認める法の一般原則より実行の時に犯罪とされていた作為又は不作為を理由として裁判しかつ処罰することを妨げるものではない。